# Göran Forsmark
Rolf Göran Forsmark (født 4. februar 1955, død 11. august 2020) var en svensk skuespiller. Han studerede ved Teaterhögskolan i Malmö fra 1976 til 1979. Her gik han i samme klasse som blandt andre Philip Zandén, Ann Petrén og Reine Brynolfsson. I sin karriere arbejdede Forsmark på adskillige teatre, herunder Göteborgs stadsteater, Norrbottensteatern og Stockholms stadsteater.
Forsmark fik sit store gennembrud i Kjell Sundvalls spillefilm Jægerne fra 1996, hvor han spillede karakteren Håkan over for blandt andre Rolf Lassgård og Lennart Jähkel. Han medvirkede for eksempel også i tv-serien Skærgårdsdoktoren og nåede have over 100 roller på film og TV.
Göran Forsmark ligger begravet på Sundbybergs begravningsplats ved Stockholm.

## Udvalgt filmografi
- Snoken (tv-serie, 1995)
- Zonen (tv-serie, 1996)
- Jægerne (1996)
- Harry & Sonja (1996)
- Polisen och pyromanen (tv-serie, 1996)
- Rederiet (tv-serie, 1996-1998)
- Sandhed eller konsekvens (1997)
- Skærgårdsdoktoren (tv-serie, 1997-2000)
- Hamilton (1998)
- Beck (tv-serie, 1998)
- Magnetisørens femte vinter (1999)
- NU er det NU (tv-serie, 2000-2001)
- Hånden på hjertet (2000)
- Bázo (2003)
- Kommissarie Winter (tv-serie, 2004)
- Populærmusik fra Vittula (2004)
- Babas biler (2006)
- Exit (2006)
- Irene Huss (tv-serie, 2007)
- Colorado Avenue (2007)
- Solstorm (2007)
- Kautokeino-oprøret (2008)
- Uskyldigt dømt (tv-serie, 2008)
- Livet i Fagervik (tv-serie, 2009)
- Kommissær Speck (2010)
- Tyvenes jul (julekalender, 2011)
- Røde ulv (2012)
- Renoveringen (kortfilm, 2013)
- Tykkere end vand (tv-serie, 2014)
- Tyvenes jul - Troldmandens datter (2014)
- Miraklet i Viskan (2015)
- Sverige er fantastisk (2015)
- Rebecka Martinsson (tv-serie, 2017)
- Småstaden (tv-serie, 2017)
- Bonusfamilien (tv-serie, 2018-2019)
- Leif & Billy (tv-serie, 2019-2021)